# NGC 6054
NGC 6054 é uma galáxia lenticular (SB0) localizada na direcção da constelação de Hercules. Possui uma declinação de +17° 46' 03" e uma ascensão recta de 16 horas, 05 minutos e 38,1 segundos.
A galáxia NGC 6054 foi descoberta em 27 de Junho de 1886 por Lewis A. Swift.